# Braszlav (gróf)

A Braszlav által irányított terület a 9. század végén a legújabb kutatások alapján.
Braszlav területe 884-ben
Braszlav által meghódított terület 896-ban

Braszlav pannoniai szlovén (karantán) származású frank gróf volt, a Keleti Frank Királyság utolsó pannoniai katonai kormányzója (884–900). Tevékenységét a Fuldai évkönyvből ismerjük.

## Élete
Mint katonai kormányzó, 884-ben Pannóniát védelmezte I. Szvatopluk morva fejedelem ellen. 892-ben Arnulf keleti frank király seregét vezette a Morva Fejedelemség ellen. 896-tól Zalavárat (urbs Paludarum) védte.
Az ő nevét őrzi a pozsonyi várhegyen általa épített erőd (907: Brezalauspurc, Braslavespurch, 1052: Preslawaspurch), valamint Pozsony német (Preßburg) és régi szlovák (Prešporok) neve. A Bratislava név Pavel Jozef Šafárik 1837-ből származó téves olvasata.